# 三级氢键
三级氢键（tertiary hydrogen bond）指在转移核糖核酸(tRNA)折叠成倒L字母形结构中，各种不同的氢键供体与接纳体基团之间所形成的氢键。三级氢键并非普通双螺旋RNA片段中碱基对间的氢键，而是用来维系tRNA三级折叠结构的氢键。